# Pseudophoxinus egridiri
Pseudophoxinus egridiri é uma espécie de peixe actinopterígeo da família Cyprinidae.
Apenas pode ser encontrada na Turquia.
Os seus habitats naturais são: lagos de água doce.